# C. L. Moore
Catherine Lucille Moore (Indianápolis, 24 de enero de 1911-4 de abril de 1987) fue una escritora estadounidense especializada en literatura fantástica y de ciencia ficción. Fue una de las primeras autoras de la corriente conocida como ficción especulativa. Su relato más conocido es Mimsy Were the Borogoves, en el que se basa la película de 2007 The Last Mimzy.

## Biografía
Hasta la adolescencia fue una niña enfermiza, lo que sin duda influyó en su personalidad introvertida. Durante sus largas convalecencias se habituó a la lectura, con la que alimentó su gran imaginación.
Comenzó a estudiar en la Universidad de Illinois, pero el crack de 1929 arruinó a su familia, obligándola a dejar sus estudios para trabajar en un banco. 
Fue en esta época cuando comenzó a escribir. El machismo de la época la obligó a utilizar sus iniciales en vez de su nombre completo, a fin de ocultar el hecho de que era mujer. Su primer relato, Shambleau, fue editado en Weird Tales en noviembre de 1933.
En 1936 conocería a Henry Kuttner, con quien se casó el 7 de junio de 1940. A raíz de su boda, mantuvieron una relación de colaboración también en la literatura.
En los años 1950, la ciencia ficción era un género que difícilmente daba para vivir, por lo que ambos volvieron a la Universidad y se licenciaron.
Kuttner murió el 3 de febrero de 1958 y, tras su muerte, Catherine no volvió a escribir más que algunos guiones televisivos. Cuando en 1963 se casó con el empresario Thomas Reggie, abandonó definitivamente la literatura.
Su vida transcurrió en el anonimato a partir de ese momento, apareciendo tan sólo en algunas convenciones de ciencia ficción en los ochenta hasta que muere el 4 de abril de 1987, víctima del mal de Alzheimer.
En 1998 fue incluida en el Salón de la Fama de la Ciencia Ficción a título póstumo.

## Obra
Su primer relato, Shambleau, fue rechazado en un principio por Wonder Stories antes de ser publicado en Weird Tales. Fue acogido con éxito, hasta el punto de que H.P. Lovecraft, poco aficionado a las aventuras espaciales, le dedicó palabras de elogio. Catherine dedicó diferentes historias a lo largo de varios años al héroe del relato, Northwest Smith. Este personaje, vestido con un gastado uniforme de piloto e inseparable de su pistola de rayos, ha influido grandemente en muchos otros posteriores, como Han Solo (La guerra de las galaxias) o Mal Reynolds, capitán de la Serenity.
Su obra en colaboración con Kuttner a partir de 1937 y, especialmente, tras su matrimonio, fue sorprendentemente fructífera. Sus estilos se complementaban bien: él se encargaba de los argumentos y la acción mientras que ella se ocupaba de en las descripciones y la ambientación. Así, si bien ambos habían escrito con anterioridad con cierto éxito, las obras realizadas en común resultaron ser mejores que la suma de ambos: las historias estaban salpicadas de humor e ideas novedosas a la vez que escritas en un estilo aparentemente sencillo.

### Relatos
Serie Northwest Smith
1. "Shambleau" (1933). Novela corta.
2. "Sed negra" ("Black Thirst") (1934). Novela corta.
3. "Sueño escarlata" ("Scarlet Dream") (1934)
4. "El polvo de los dioses" ("Dust of Gods") (1934)
5. "Julhi" (1935)
6. "El frío dios gris" ("The Cold Gray God") (1935)
7. "Yvala" (1936)
8. "Paraíso perdido" ("Lost Paradise") (1936)
9. "El árbol de la vida" ("The Tree of Life") (1936)
10. "Ninfa de la oscuridad" ("Nymph of Darkness") (1935, con Forrest J. Ackerman)
11. "En busca de la piedra estelar", AKA "La búsqueda de la Piedra Estelar" ("Quest of the Starstone") (1937, con Henry Kuttner)
12. "La mujer lobo" ("Werewoman") (1938-1939)
13. "Canción en clave menor" ("Song in a Minor Key") (1940)

Serie Jirel de Joiry (Jirel of Joiry)
1. "El beso del dios negro" ("Black God's Kiss") (1934). Novela corta.
2. "La sombra del dios negro" ("Black God's Shadow") (1934)
3. "Jirel se encuentra con la magia" ("Jirel Meets Magic") (1935)
4. "La tierra tenebrosa" ("The Dark Land") (1936)
5. "En busca de la piedra estelar, AKA La búsqueda de la Piedra Estelar" ("Quest of the Starstone") (1937, con Henry Kuttner)
6. "La infernal Guarda" ("Hellsgarde") (1939)

Serie The Hogben Chronicles
(con Henry Kuttner)
1. "The Old Army Game" (1941)
2. "El profesor sale de escena", AKA "Sale el profesor", AKA "Adiós, profesor" ("Exit the Professor") (1947)
3. "Pile of Trouble" (1948). Solo de Kuttner.
4. "Nos vemos luego" ("See You Later") (1949)
5. "Guerra fría" ("Cold War") (1949)

Serie Baldy
(con Henry Kuttner)
1. "El hijo del flautista", AKA "El hijo del gaitero" ("The Piper's Son") (1945)
2. "Tres ratones ciegos" ("Three Blind Mice") (1945)
3. "El león y el unicornio" ("The Lion And The Unicorn") (1945)
4. "Mendigos de terciopelo", AKA "Mendigos en terciopelo" ("Beggars in Velvet") (1945)
5. "Humpty Dumpty" (1953)

Relatos no publicados en colecciones
- "Piggy Bank" (1942, con Henry Kuttner). Bajo el pseudónimo de Lewis Padgett.
- "Nosotros matamos gente" ("We Kill People") (1946, con Henry Kuttner). Bajo el pseudónimo de Lewis Padgett.
- "Tiempo suficiente" ("Time Enough") (1946, con Henry Kuttner). Bajo el pseudónimo de Lewis Padgett.
- "Margen de error" ("Margin for Error") (1947, con Henry Kuttner). Bajo el pseudónimo de Lewis Padgett.
- "Proyecto" ("Project") (1947, con Henry Kuttner). Bajo el pseudónimo de Lewis Padgett.
- "Noon" (1947, con Henry Kuttner). Bajo el pseudónimo de Hudson Hastings.
- "El prisionero en la calavera" ("The Prisoner in the Skull") (1949, con Henry Kuttner). Bajo el pseudónimo de Lewis Padgett.
- "Llévame a casa" ("Carry Me Home") (1950, con Henry Kuttner). Bajo el pseudónimo de C. H. Liddell.
- "Debemos regresar" ("We Shall Come Back") (1951, con Henry Kuttner)
- "La odisea de Yiggar Throlg" ("The Odyssey of Yiggar Throlg") (1951, con Henry Kuttner). Bajo el pseudónimo de C. H. Liddell.
- "Manzana dorada" ("Golden Apple") (1951, con Henry Kuttner). Bajo el pseudónimo de C. H. Liddell.

Algunos relatos publicados en colecciones
- "Clash by Night" (1943, con Henry Kuttner)
- "The Dark Angel", AKA "Dark Angel" (1946, con Henry Kuttner). Bajo el pseudónimo de Lewis Padgett.
- "Vintage Season" (1946, con Henry Kuttner)

### Colecciones de relatos
- A Gnome There Was (1950, con Henry Kuttner). Compuesta por 4 novelas cortas y 7 relatos.
- Tomorrow and Tomorrow and the Fairy Chessmen (1951, con Henry Kuttner). Compuesta por 4 novelas.
- Los robots no tienen cola (Robots Have No Tails, AKA The Proud Robot) (1952, con Henry Kuttner). Bajo el pseudónimo de Lewis Padgett. Compuesta por 2 novelas cortas y 3 relatos.
- La noche del juicio (Judgment Night) (1952). Compuesta por 5 relatos.
- Mutante (Mutant) (1953, con Henry Kuttner). Bajo el pseudónimo de Lewis Padgett. Compuesta por 5 relatos.
- Ahead of Time (1953, con Henry Kuttner). Compuesta por 2 novelas cortas y 8 relatos.
- Shambleau and Others (1953). Compuesta por 7 relatos de las series Northwest Smith y Jirel de Joiry.
- Northwest of Earth (1954). Compuesta por 7 relatos de las series Northwest Smith y Jirel de Joiry.
- Line to Tomorrow and Other Stories of Fantasy and Science Fiction (1954, con Henry Kuttner). Bajo el pseudónimo de Lewis Padgett. Compuesta por 5 novelas cortas y 2 relatos.
- No Boundaries (1955, con Henry Kuttner). Compuesta por 4 novelas cortas y 1 relato.
- Bypass to Otherness (1961, con Henry Kuttner). Compuesta por 2 novelas cortas y 6 relatos.
- Return to Otherness (1962, con Henry Kuttner). Compuesta por 2 novelas cortas y 6 relatos.
- Detour to Otherness (1962, con Henry Kuttner). Compuesta por 8 relatos.
- The Best of Kuttner. Dividida en dos volúmenes:

1. The Best of Kuttner 1 (1965, con Henry Kuttner). Compuesta por 7 novelas cortas y 10 relatos.
2. The Best of Kuttner 2 (1966, con Henry Kuttner). Compuesta por 7 novelas cortas y 7 relatos.

- Jirel of Joiry, AKA The Black God's Kiss (1969). Compuesta por los 5 relatos solo de Moore de la serie Jirel de Joiry.
- The Best of C. L. Moore (1975, con Henry Kuttner). Compuesta por 8 novelas cortas y 2 relatos.
- Lo mejor de Kuttner (The Best of Henry Kuttner, AKA The Last Mimzy) (1975, con Henry Kuttner). Compuesta por 7 novelas cortas y 10 relatos.
- Clash by Night and Other Stories (1980, con Henry Kuttner). Compuesta por 3 novelas cortas y 2 relatos.
- Scarlet Dream (1981). Compuesta por 10 relatos de la serie Northwest Smith.
- Northwest Smith (1982). Compuesta por 10 relatos de la serie Northwest Smith.
- Chessboard Planet and Other Stories (1983, con Henry Kuttner). Compuesta por 1 novela, 2 novelas cortas y 1 relato.
- The Startling Worlds of Henry Kuttner (1987, con Henry Kuttner). Compuesta por 3 novelas.
- Kuttner Times Three (1988, con Henry Kuttner). Compuesta por 3 relatos.
- Two-Handed Engine: The Selected Short Fiction of Henry Kuttner & C.L. Moore (2005, con Henry Kuttner). Compuesta por 10 historias solo de Kuttner, 16 novelas cortas y 11 relatos.
- Black Gods and Scarlet Dreams (2002). Compuesta por 6 relatos de la serie Jirel de Joiry y 11 relatos de la serie Northwest Smith.
- Miracle In Three Dimensions and Other Stories (2008). Compuesta por 2 novelas cortas y 7 relatos.
- Northwest of Earth: The Complete Northwest Smith (2008). Compuesta por los 13 relatos de la serie Northwest Smith.
- The Hogben Chronicles (2013, con Henry Kuttner). Compuesta por los 5 relatos de la serie Hogben. —Kickstarter Project posthumously pushed by Neil Gaiman, F. Paul Wilson, Pierce Waters, Thomas L. Monteleone, and with special assist by Alan Moore.

### Novelas
- La última ciudadela de la Tierra (Earth's Last Citadel')' (1943, con Henry Kuttner, publicada como novela en 1964)
- Las piezas de las hadas, AKA Planeta tablero, AKA La realidad distante (The Fairy Chessmen, AKA Chessboard Planet, AKA The Far Reality (1946, con Henry Kuttner). Bajo el pseudónimo de Lewis Padgett.
- El mundo sombrío (The Dark World) (1946, con Henry Kuttner, publicada como novela en 1965)
- The Brass Ring, AKA Murder in Brass (1946, con Henry Kuttner)
- Mañana y pasado (Tomorrow and Tomorrow (1947, con Henry Kuttner). Bajo el pseudónimo de Lewis Padgett.
- Furia, AKA Destino: el infinito (Fury, AKA Destination: Infinity (1947, con Henry Kuttner, publicada como novela en 1950)
- The Day He Died (1947, con Henry Kuttner)
- The Mask of Circe (1948, con Henry Kuttner, publicada como novela en 1971)
- El portal en la pintura, AKA Más allá de las puertas de la Tierra (The Portal in the Picture, AKA Beyond Earth's Gates (1949, con Henry Kuttner)
- La mañana del destino, AKA La mañana final (Doomsday Morning) (1957)

## Premios
- 1999: Encuesta Locus sobre mejor novela corta de todos los tiempos: Vintage Season